# Aurélien Kermarrec
Pour les articles homonymes, voir Kermarrec.
Aurélien Kermarrec, né en 1975, est un joueur de Scrabble et journaliste-auteur spécialisé dans l'univers ludique.

## Biographie
En 1992, il remporte à Hull le championnat du monde dans la catégorie juniors.
Il a remporté le championnat du monde de Scrabble en 1997,, en ne perdant que sept points en sept parties par rapport au maximum possible ; ce record restera jusqu'en 2003, il sera alors battu par Jean-Pierre Hellebaut aux championnats du monde de Liège.
Il a remporté le championnat de France en 1994, finissant devant son partenaire de paire Jean-François Lachaud. Avec ce partenaire, il a remporté le championnat du monde par paires en 1994 et 1995, y ajoutant le championnat de France par paires en 1996, 1997 et 1998. Il a remporté sept titres majeurs en 5 ans entre 1994 et 1998.
Aurélien Kermarrec a également participé au jeu télévisé Des chiffres et des lettres ; il a été finaliste du Tournoi des as en 2002.
Il exerce la profession de journaliste indépendant et d'auteur de jeux, notamment pour l'éphémère parution 100 % Dicoplus ; il est l'auteur ou le co-auteur de plusieurs recueils de jeux.

## Palmarès
- Champion du monde (1997)[8]
- Champion du monde par paires
  - avec Jean-François Lachaud (1994, 1995)
- Champion de France (1994)
- Champion de France de blitz (1996)
- Champion de France par paires
  - avec Jean-François Lachaud (1996, 1997, 1998)